# Gastronomía de la provincia de Segovia
La gastronomía de la provincia de Segovia es el conjunto de preparaciones culinarias y costumbres gastronómicas de la provincia de Segovia. La orografía de la provincia es una mezcla de Meseta Central y de zona montañosa (Guadarrama y Somosierra), esto confiere un espacio ideal para la ganadería y agricultura. La provincia es considerada el centro de lo que se conoce como asado castellano.
Los mesones segovianos son muy conocidos en toda España y ofrecen sus característicos asados a los clientes.
Los productos alimenticios de la provincia están regulados por la marca de calidad denominada Alimentos de Segovia, que gestiona la Diputación Provincial de Segovia.

## Historia
La gastronomía de la provincia de Segovia forma parte de la gastronomía de Castilla y León, con la que comparte gran variedad de ingredientes y preparaciones, destacando entre todas las preparaciones los asados castellanos, así como la sopa castellana.

## Ingredientes
La economía de la provincia está basada principalmente en la agricultura y la ganadería, lo que le confiere una amplia variedad de ingredientes autóctonos en su gastronomía. Del sector procede un amplio abanico de productos que abarca carnes, pescados, productos lácteos, legumbres y hortalizas que forman parte de sus platos y preparaciones.
Además, también destacan otros productos como el agua de los manantiales de Bezoya, vinos de Ribera del Duero, Valtiendas, Rueda o Castilla y León; cervezas artesanas o licores, como los míticos Whisky DYC y anís La Castellana.

### Carnes y pescados
Mientras que en la ciudad de Segovia predomina el cochinillo o lechón asado, popularizado por Cándido en 1931, la provincia se caracteriza más por el lechazo asado, destacando los de Coca, Cuéllar, Pedraza, Sacramenia, Sepúlveda, Torrecaballeros, Turégano o Riaza. Aunque la cabaña de caprino es minoritaria en la provincia, también destaca el cabrito asado en algunos municipios como Riaza o Abades. En la zona de Pedraza también es tradicional el frite de carne de cordero.
El porcino es el segundo animal de la ganadería segoviana (superado solo por las aves de corral), y su carne es la base de muchas preparaciones y recetas tradicionales, que se realizaban tras la matanza del cerdo. Algunos de esos platos son el cochifrito, el almuerzo del segador popular en la zona de Cuéllar, que combina el lomo de orza, huevo frito, chorizo y patatas fritas, o la tortilla a la buenavieja que es una tortilla de huevo elaborada con pedazos de tocino de cerdo. También destacan los productos de chacinería, como el lomo embuchado, el jamón serrano o el conocido chorizo de Cantimpalos, producto con indicación geográfica protegida. Se elabora con carne de cerdo, puesta en maceración con pimentón, ajo y orégano durante unos días, al término de los cuales es embutida prietamente en tripas de cerdo. Entre sus ingredientes se cuentan el magro de cerdo, el lomo y el jamón. Puede comerse tanto crudo como cocido. Con el chorizo también se elabora un bollo preñao que se denomina torto de chorizo.
En lo que respecta a las aves, como perdices, palomas y aves de corral, como el pollo, el pato, el capón, la pularda o el gallo de corral. El pato asado, conocido como parro asado, procedente de la comarca El Carracillo, es muy tradicional en localidades como Arroyo de Cuéllar y Bernardos.
Las carnes de vacuno proceden de Prádena, El Espinar, Riaza o Villacastín, y proporcionan abundantes platos en la provincia. También son conocidas las carnes de buey de Cuéllar y Carbonero el Mayor. Otros productos cárnicos proceden de la caza mayor y menor, destacando libres y conejos, así como el jabalí y el venado.
También son destacables los productos que proporcionan los ríos de la provincia, de los que destaca la trucha a la segoviana o la sopa de cangrejo, elaboradas con cangrejo de río, que también se guisan al estilo tradicional. Entre las preparaciones de bacalao se tiene el bacalao a la sepulvedana de Sepúlveda. 

### Legumbres, hortalizas y cereales
Dentro de las legumbres segovianas, la más representativa es el judión de La Granja, una especie de judía de hoja más ancha que se cultiva en las huertas del municipio de Real Sitio de San Ildefonso, que durante las fiestas patronales de san Luis realiza la Judiada, que consiste en una preparación de una fabada multitudinaria con este producto. Se caracteriza por su gran tamaño. 
Otras legumbres destacadas en la provincia son las lentejas de Armuña o los garbanzos de Valseca y Labajos, que forman parte de los tradicionales cocidos y potajes de la provincia. También son conocidos los de Santiuste de San Juan Bautista.
La provincia produce algunos productos de la huerta como son las endibias, las remolachas, las patatas, tomates, los guisantes y fresas, siendo especialmente destacadas las que se cultivan en la comarca de El Carracillo, cuya producción representa más de un 60 % del total de la cosecha hortofrutícola de la provincia de Segovia. Por otro lado, destaca el cultivo de la achicoria, siendo la villa de Cuéllar la mayor productora del país. Finalmente dispone de gran prestigio a nivel nacional el ajo de Vallelado, que con sus 300 hectáreas de cultivo (el mayor de la provincia) lo convierten en el mayor productor de este alimento en Castilla y León, con un 70 % de la misma.
Destacan algunos municipios por la riqueza micológica del entorno, pues las montañas que circundan los núcleos de población son muy ricas en especies micológicas como el níscalo de temporada, los boletus o el champiñón, entre otras. 
En el terreno de los cereales cabe destacar la preparación del pan. Además, cuenta con piñones y frutos rojos.

## Repostería

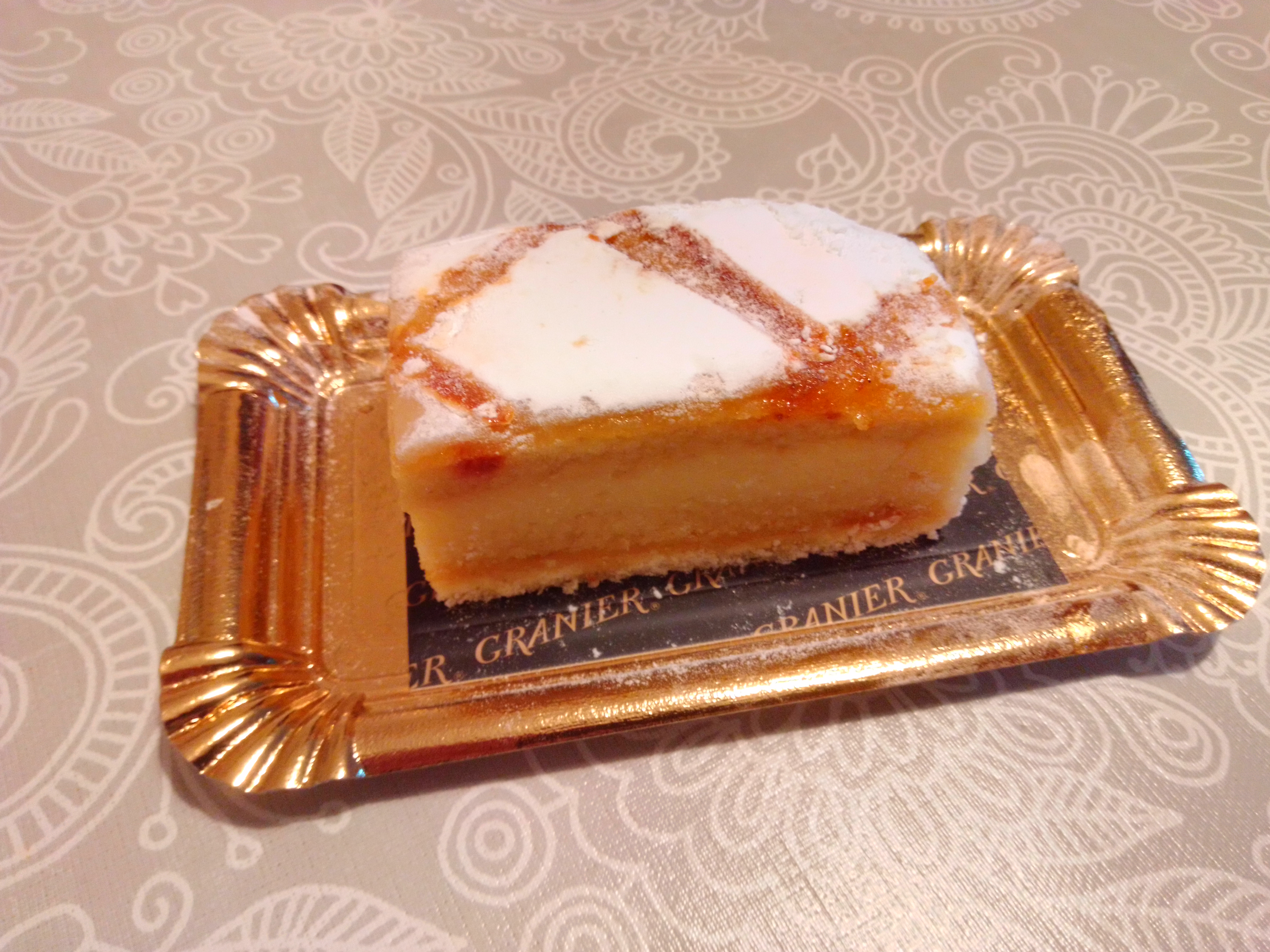
Porción de ponche segoviano.

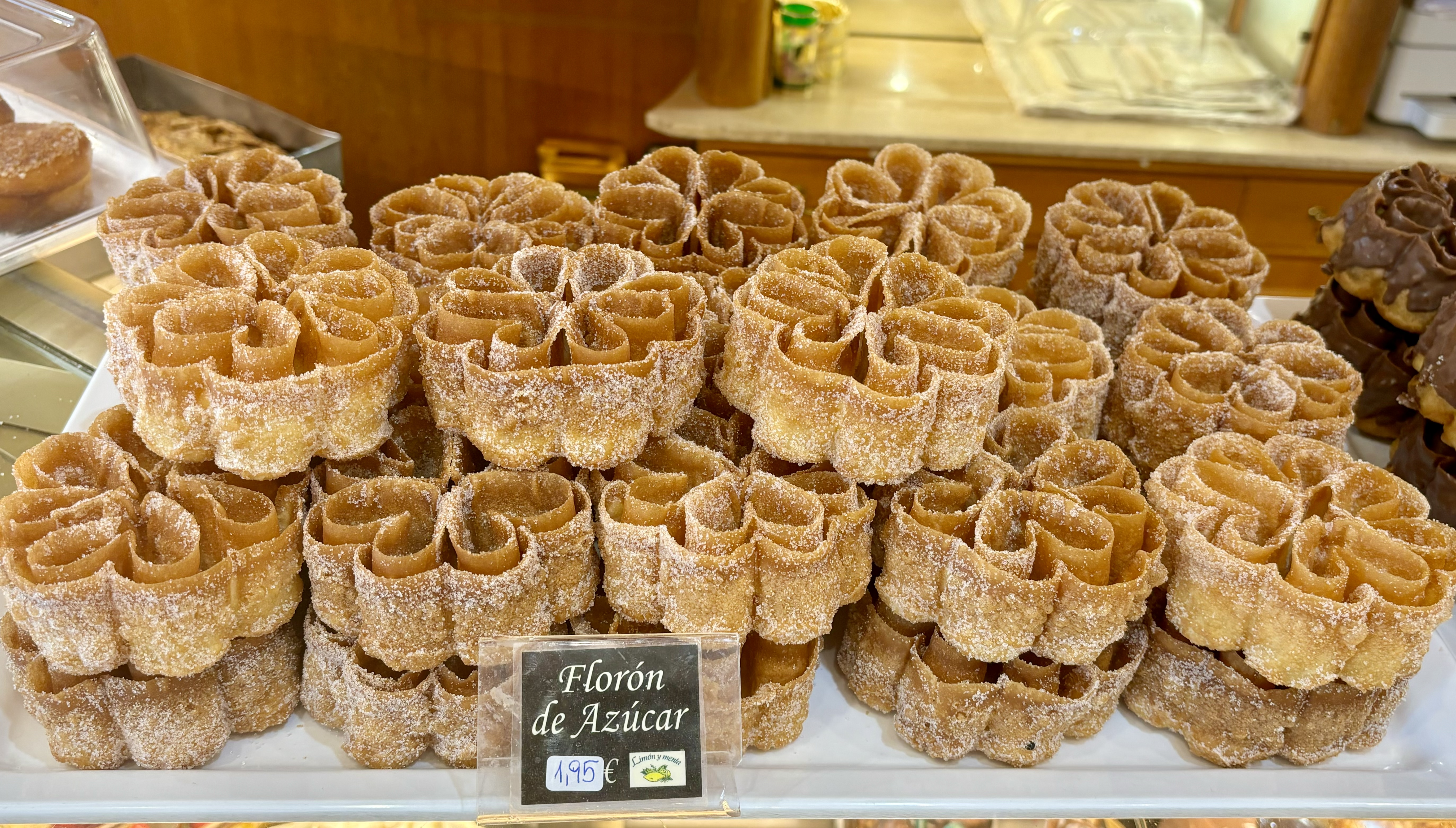
Florones en un establecimiento segoviano.

Una de las recetas más representativas de la repostería segoviana es el ponche segoviano, de cremoso interior y mazapán tostado. También son tradicionales las rosquillas, las yemas dulces, los soplillos segovianos, las rosquillas ciegas y las rosquillas de palo, la leche frita, las hojuelas, los florones y dulces tradicionales de convento.
Algunos dulces de la provincia son característicos de determinadas localidades, como los mantecados de Sepúlveda. En Real Sitio de San Ildefonso es típica la torta de Valsaín que consiste en una masa similar al bizcocho, pero más aplanada, rellena de anises en grano y recubierta de azúcar, a la que en la zona de Cuéllar se le añaden chicharrones de la matanza del cerdo y es denominada torta de chicharrones. También de Cuéllar son las Delicias de Cuéllar, una pasta con forma de ladrillo (que evoca a su patrimonio mudéjar) realizada a base de mantequilla, piñones y crema de achicoria.

## Bebidas

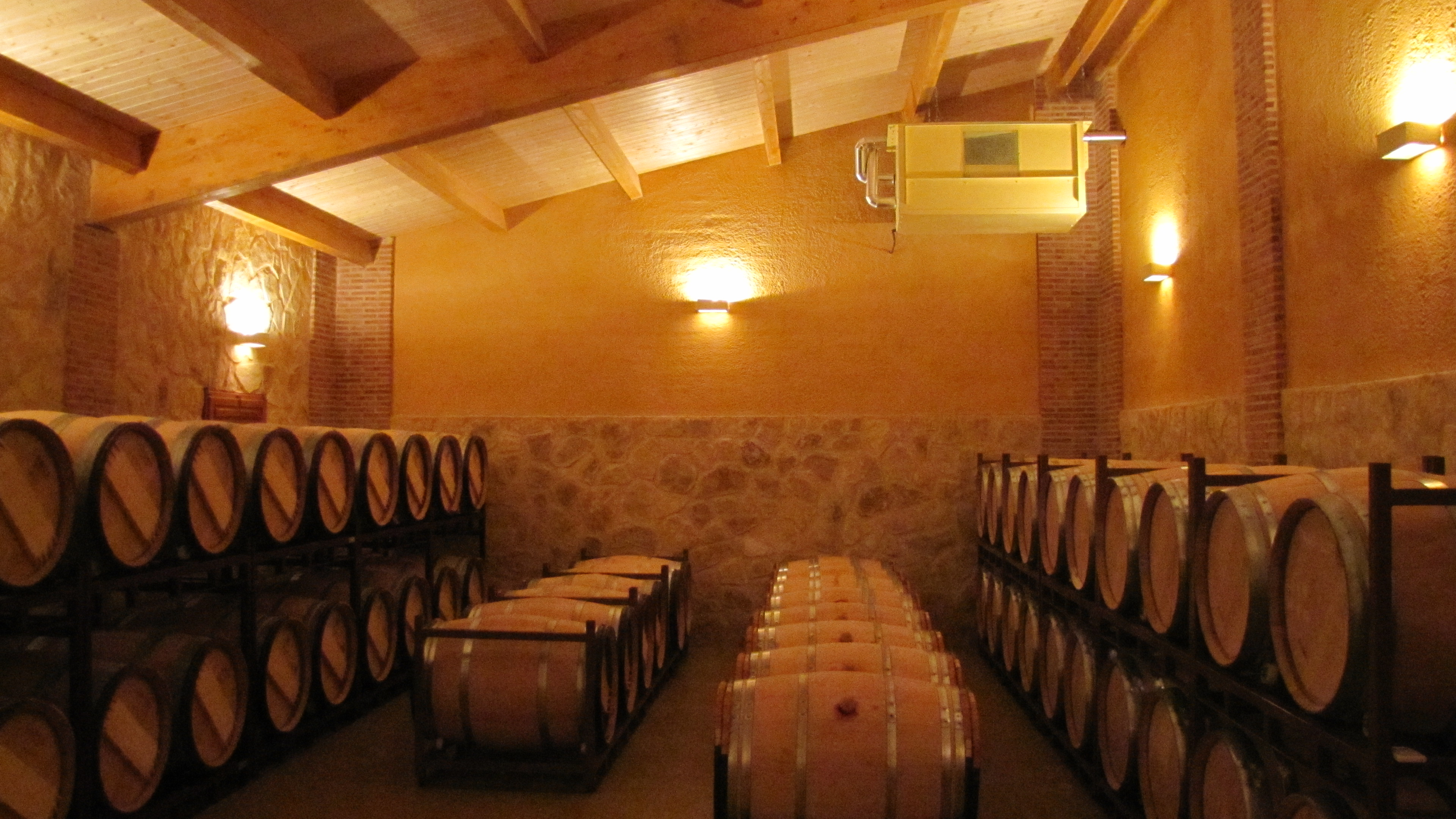
Vino en barricas en una bodega de la D.O. Ribera del Duero.

Una parte de la provincia posee una producción vitivinícola, con especial importancia la zona perteneciente a la denominación de origen Ribera del Duero, aunque también se encuentran vinos reconocidos como el Vino de Valtiendas, el Vino de Rueda o el Vino de Castilla y León. También se producen cervezas artesanas y licores, como los míticos Whisky DYC y anís La Castellana.
Además, también destaca el agua mineral Bezoya, que procede del manantial Bezoya, en Ortigosa del Monte, y del manantial Siete Valles, en Trescasas, localidades segovianas.